# Austrolimnophila patagonica
Austrolimnophila patagonica är en tvåvingeart som först beskrevs av Alexander 1928.  Austrolimnophila patagonica ingår i släktet Austrolimnophila och familjen småharkrankar. Inga underarter finns listade i Catalogue of Life.